# Iván Lalinde
Iván Darío Lalinde Gallego (Medellín, 3 de marzo de 1978) es un periodista y presentador colombiano. Actualmente es presentador del programa matutino Día a día del canal Caracol Televisión.

## Biografía
Iván Lalinde nació en Medellín, el 3 de marzo de 1978. Es hijo de Iván lalinde y Teresa Gallego. Es el menor de diez hermanos.

## Trayectoria
Iván Lalinde es egresado de la Universidad Pontificia Bolivariana, institución en la que inició su camino en los medios como parte del grupo organizador de los Premios Hétores en 1994. Durante esa etapa, fue invitado a presentar un casting para conducir el magazín Pantalla Gigante en la programadora universitaria, siendo elegido para el cargo. Desde entonces, ha mantenido una trayectoria activa en la televisión colombiana.
En Caracol Televisión, participó en proyectos como Bancolombia más cerca y La Peluquería, y fue parte del equipo de entretenimiento de Noticias Caracol. En diciembre de 2005, asumió la conducción de la sección de farándula de Del Otro Mundo en la edición del mediodía, junto a su amiga y periodista Lina Marulanda, quien falleció en abril de 2010.
En 2012 presentó la nueva versión del concurso televisivo El precio es correcto y fue conductor del especial navideño Aguinaldos en Televisión. En octubre de 2016, anunció su salida de Caracol Televisión tras 12 años de labores.
Posteriormente, se vinculó al renovado Canal 1, desde el 14 de agosto de 2017 hasta el 1 de junio de 2018, donde presentó los programas  Primera Hora junto a Silvia Corzo y Noticias del Mediodía del Noticiero CM&
El 1 de julio de 2018 asumió el cargo de vicepresidente creativo del Canal RCN, donde también fue presentador y director del matutino El desayuno, emitido hasta el 28 de febrero de 2020. Luego dirigió y presentó su reemplazo, Nuestra casa, que estuvo al aire hasta el 12 de junio de 2020.
Desde octubre de 2021, hace parte del equipo de presentadores del matutino Día a día en Caracol Televisión.

## Filmografía

### Televisión
| Año              | Título                      | Rol                    | Canal              | Ref                  |
| ---------------- | --------------------------- | ---------------------- | ------------------ | -------------------- |
| 2024             | La Voz Kids                 | Presentador            | Caracol Televisión | [ 6 ]                |
| 2022             | La Voz Senior               | Presentador            | Caracol Televisión | [ 7 ]                |
| 2022             | La voz Kids                 | Presentador            | Caracol Televisión | [ 8 ]                |
| 2021– actualidad | Día a día                   | Presentador            | Caracol Televisión | [ 9 ]                |
| 2020-2021        | A las 10 nos vemos          | Presentador            | Digital            | [ 10 ]               |
| 2020–2024        | Voy por ti, juega por mi    | Invitado / Presentador | Caracol Televisión | [ 11 ] [ 12 ] [ 13 ] |
| 2020             | Nuestra casa                | Presentador            | Canal RCN          | [ 14 ]               |
| 2018–2020        | El desayuno                 | Presentador            | Canal RCN          | [ 15 ]               |
| 2018             | Rumbo a Miss Universo       | Presentador            | Canal RCN          | [ 16 ]               |
| 2017–2018        | Primera Hora                | Presentador            | Canal 1            |                      |
| 2017-2018        | Noticiero CM&               | Presentador            | Canal 1            | [ 17 ]               |
| 2016             | Día a Día en Familia        | Presentador            | Caracol Televisión | [ 18 ]               |
| 2016             | Asia Express                | Presentador            | Caracol Televisión | [ 19 ]               |
| 2014–2015        | Locos por la tele           | Presentador            | Caracol Televisión | [ 20 ]               |
| 2011–2014        | El precio es correcto       | Presentador            | Caracol Televisión | [ 21 ]               |
| 2008–2010        | El Noticiero de la Historia | Presentador            | Canal Capital      |                      |
| 2003–2008        | Noticias Caracol            | Presentador            | Caracol Televisión | [ 22 ]               |
| 2002–2003        | Jack, el despertador        | Director               | Canal RCN          | [ 23 ]               |
| 2000–2001        | Comandos                    | Presentador            | Canal RCN          | [ 24 ]               |
| 1999–2000        | Televantas                  | Presentador            | Canal RCN          | [ 25 ]               |
| 1998–1999        | Noticias RCN                | Presentador            | Canal RCN          | [ 26 ]               |
| 1998             | 7:30 Caracol                | Presentador            | Canal 1            | [ 2 ]                |
| 1996–1997        | QAP Noticias                | Presentador            | Canal A            | [ 27 ]               |